# St. Joseph (Köttingen)

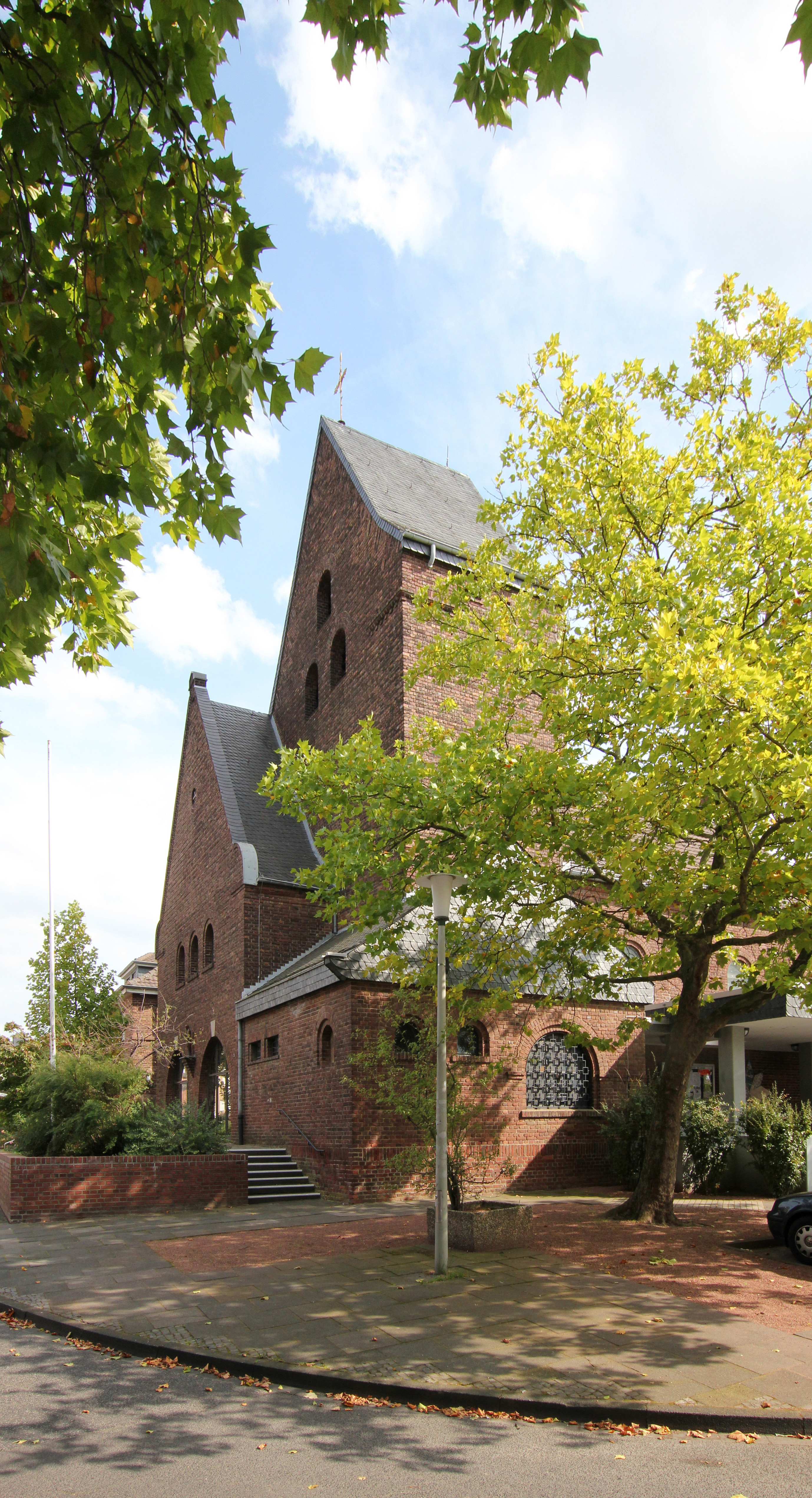
St. Joseph Otto-Hue-Straße

Die katholische Pfarrkirche St. Joseph liegt in Köttingen, einem Stadtteil von Erftstadt im Rhein-Erft-Kreis.

## Geschichte
Bis nach dem Ersten Weltkrieg war Köttingen eine kleine Ortschaft, die politisch zur Gemeinde Liblar und kirchlich zur Pfarrgemeinde St. Alban gehörte. Nach 1920 wuchs der Ort durch den Zuzug von Arbeitern, die in der Rheinischen Braunkohleindustrie beschäftigt waren, so stark an, dass sich für die Pfarrgemeinde St. Alban die Notwendigkeit zum Neubau einer katholischen Kirche in Köttingen ergab. Sie wurde nach Plänen des Kölner Regierungsbaumeisters Mertzenich im Zentrum der von der „Wohnungsbaugesellschaft für das rheinische Braunkohlerevier“ in den Jahren von 1921 bis 1923 errichteten Siedlung erbaut. Nach einer Vereinbarung mit der Baugesellschaft übernahm diese die Baukosten, während die Pfarrgemeinde Liblar das Grundstück zur Verfügung stellte.
Nach der Grundsteinlegung 1922 verzögerte sich der Bau in der Inflationszeit. Erst 1924 wurde die Kirche fertiggestellt und dem Schutzpatron der Arbeiter St. Joseph geweiht.
Die Kirche, die im Zweiten Weltkrieg 1942 bei einem Luftangriff durch Brandbomben getroffen wurde und ausbrannte, konnte bis 1948 für den Gottesdienst wiederhergestellt werden. Der Gottesdienst fand in den Jahren des Wiederaufbaus der Kirche in der St.-Anna-Kapelle an der Peter-May-Straße oder im Saal einer Gastwirtschaft statt.
1952 wurde St. Joseph von St. Alban abgetrennt und zum Pfarrrektorat erhoben.

## Baubeschreibung

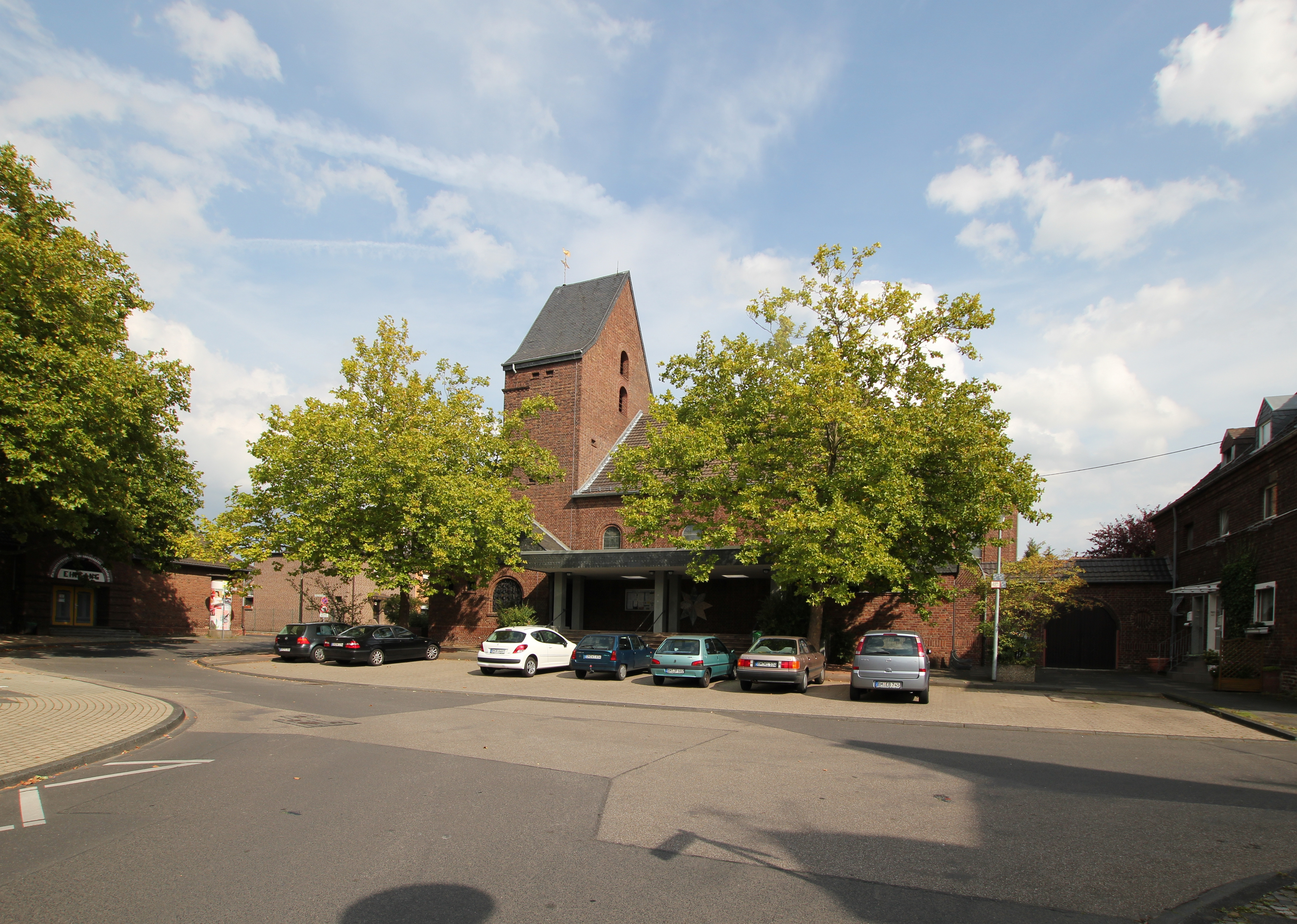
St. Joseph

Die Backsteinkirche mit einem Langhaus, einem niederen dreiseitig geschlossenen Chor sowie einem Seitenschiff und einem an der Nordseite integrierten Turm liegt fast parallel zur Mittelstraße und am Anfang der Otto-Hue-Straße. An der nördlichen Seite ist dem Turm ein Vorbau mit hohem Giebel vorgesetzt, dessen weite Rundbögen durch zwei buntverglaste Portale geschlossen sind, nachdem die Vorhalle mit dem ursprünglichen Haupteingang in den Innenraum einbezogen wurde.
Zwischen den Bogenöffnungen steht eine Marienfigur auf einer Konsole, darüber drei kleine Rundbogenfenster.
Der Vorbau geht an seiner westlichen Seite in einen flacheren Kapellenvorbau über. An der Westseite wurde der Kirche zwischen Kapellenvorbau und Sakristei ein verschiefertes Vordach aus Beton mit breiter Treppe vorgesetzt. An dieser Seite liegt der Haupteingang, dessen zweiflügeliges Bronzeportal 1975 Jakob Riffeler mit Reliefs aus der Geschichte Köttingens schuf.

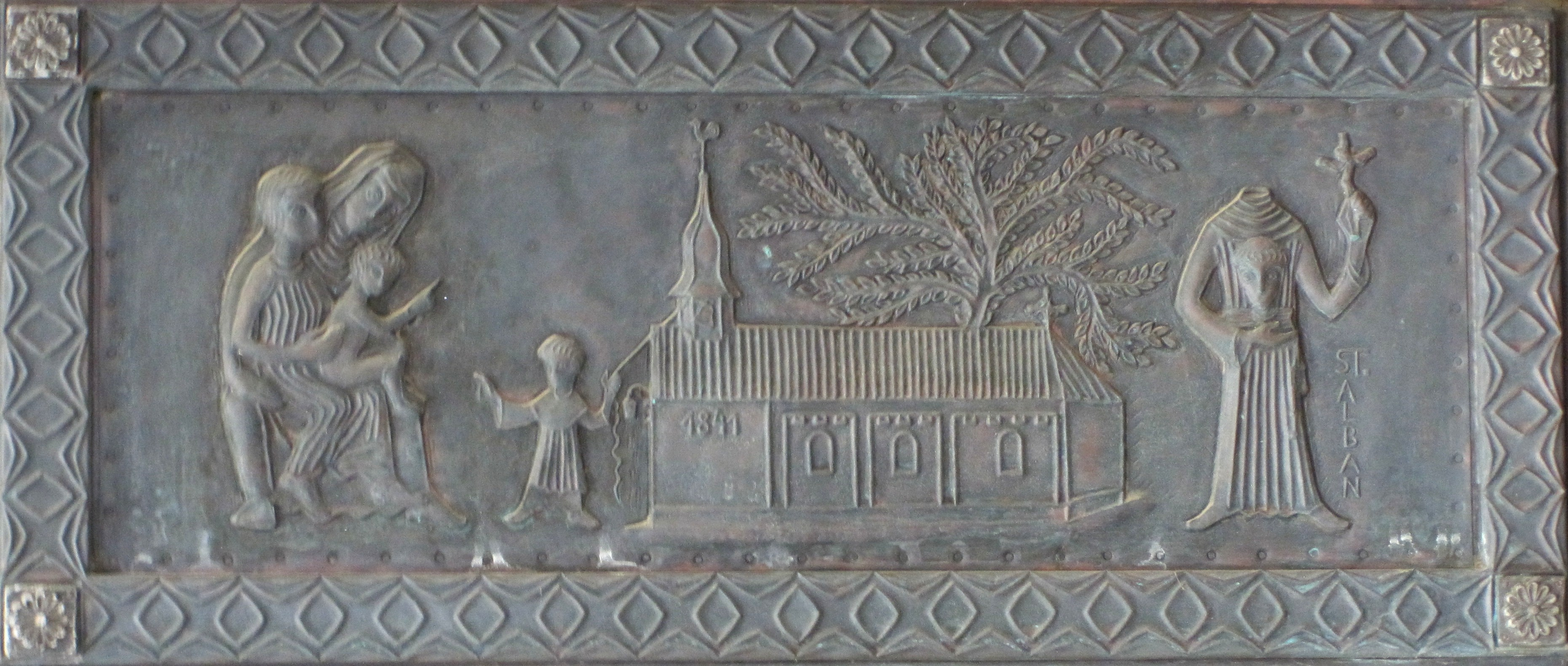
St. Joseph Kirchenportal von Jakob Riffeler Relief Annakapelle
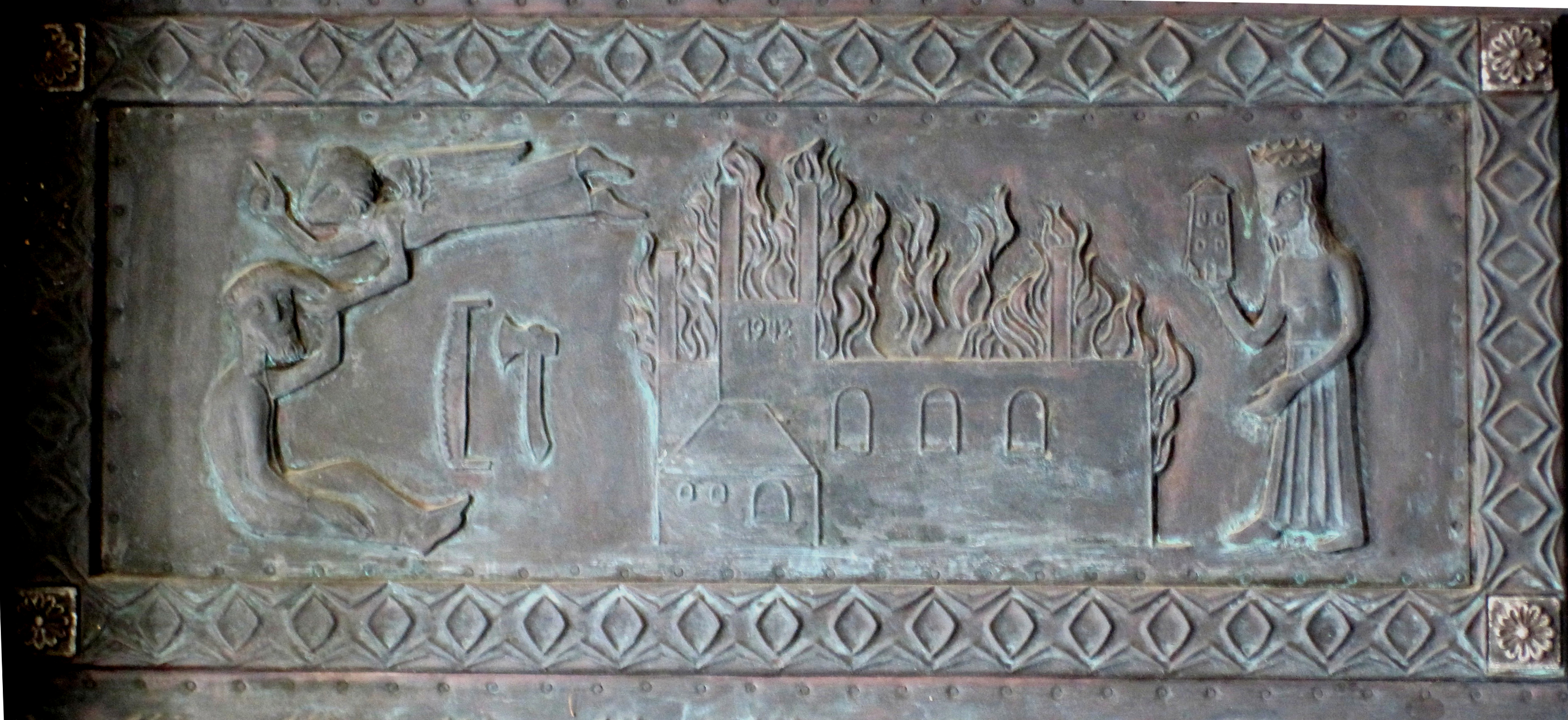
St. Joseph Kirchenportal von Jakob Riffeler Relief Brand der Kirche 1942
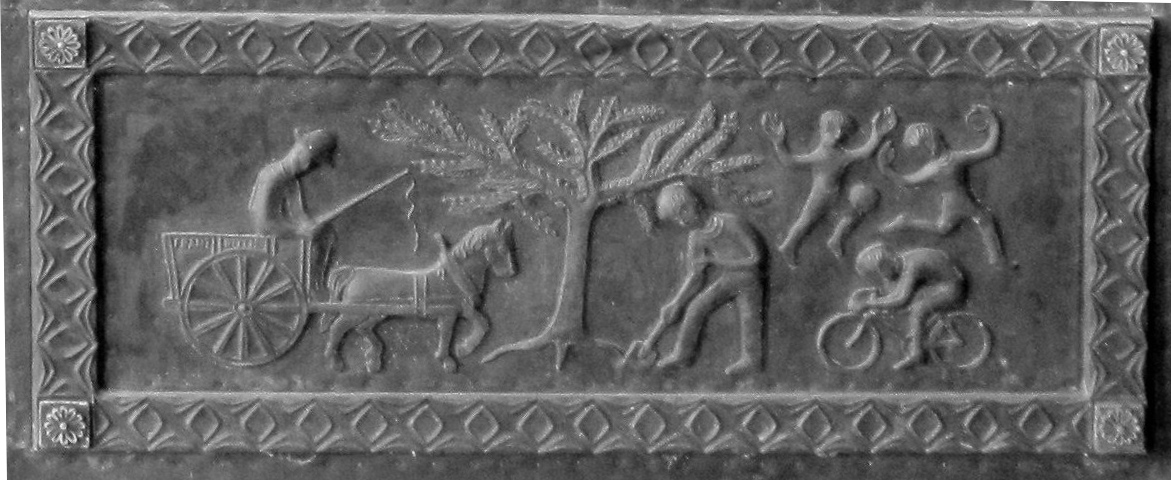
St. Joseph Kirchenportal von Jakob Riffeler Relief Landarbeit
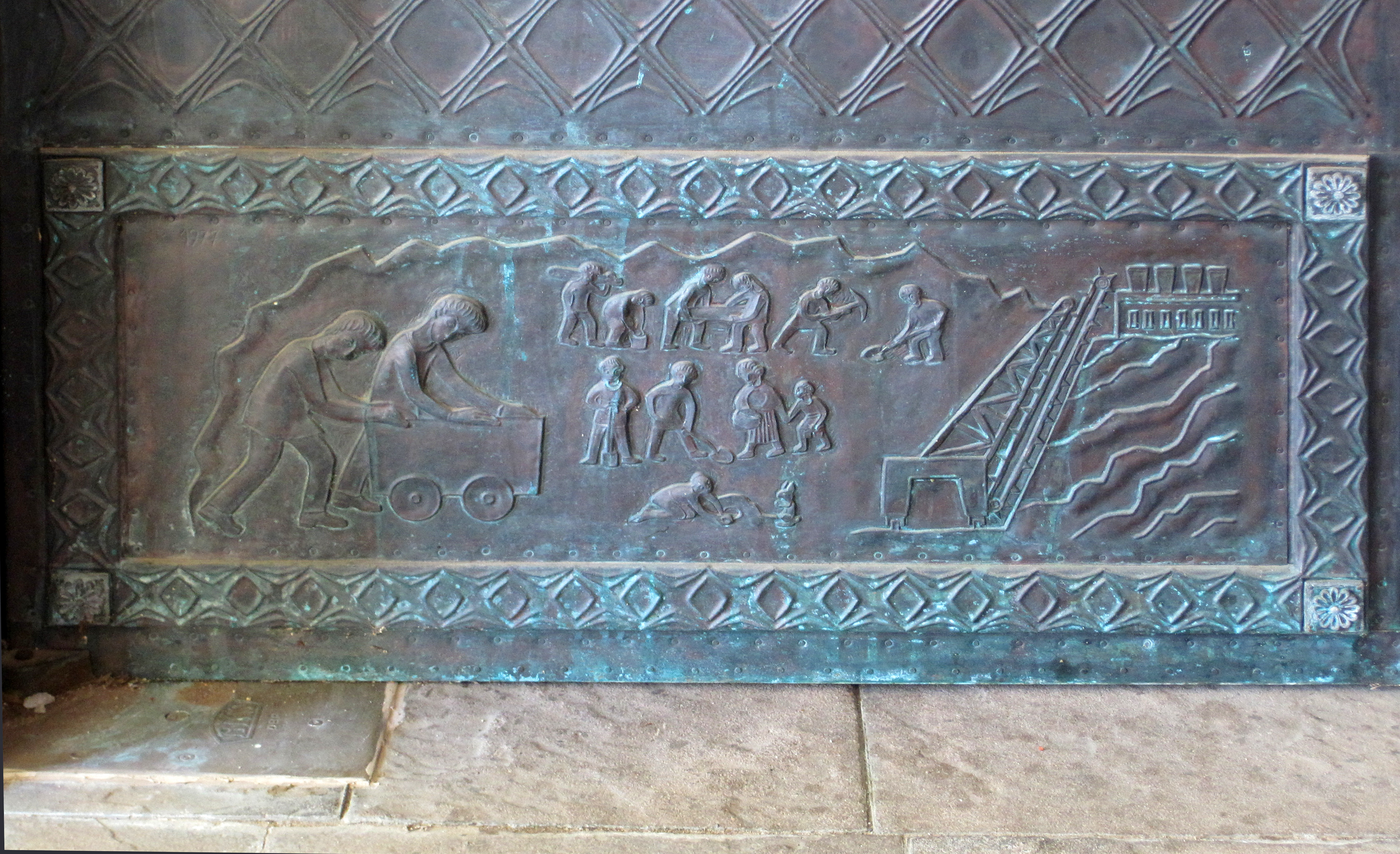
St. Josef Kirchenportal von Jakob Riffeler Relief Grubenarbeit

An der Westseite sind über dem Vordach drei Rundbogenfenster des Langhauses sichtbar. An der südlichen Turmseite ist unter den Schallöffnungen noch die ursprüngliche Höhe des Kirchendaches zu erkennen, das bei der Wiederherstellung 1945 niedriger gebaut wurde.
Das Portal leitet in den Vorbau, der als Kriegergedächtniskapelle durch ein Buntglasfenster mit einer Darstellung einer Kreuzigungsgruppe gestaltet wurde. Auf Marmortafeln sind die Namen der Gefallenen verzeichnet. Das ursprüngliche Bild der Kapelle, eine Pietà, schmückt seit 2007 den Altar der St.-Anna-Kapelle, deren Altarbild in die Kirche St. Joseph übertragen wurde.

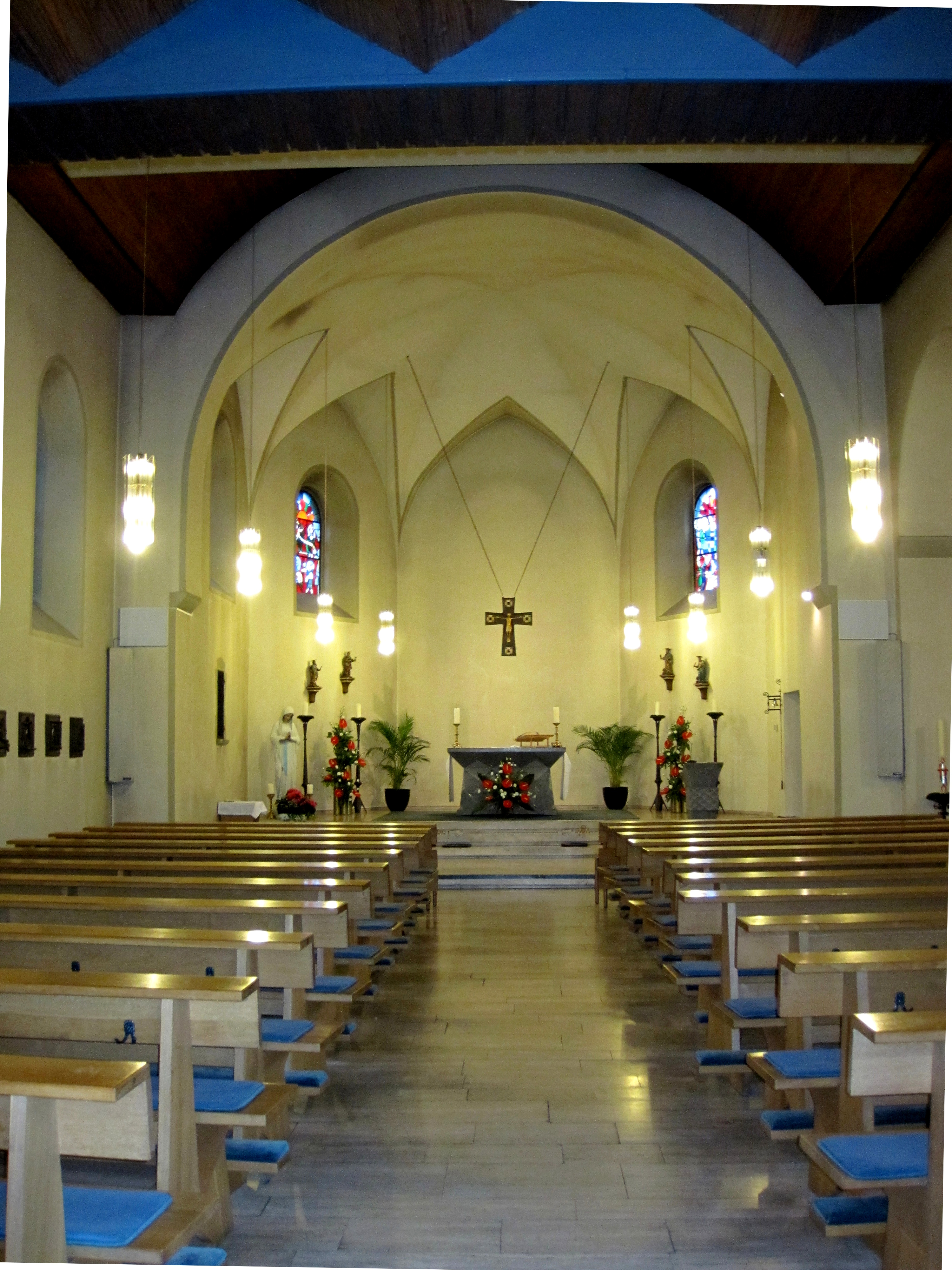
Langhaus und Chor

Das Hauptschiff ist durch einen weiten Rundbogen mit dem leicht erhöhten Chorraum verbunden, der von einem Gratgewölbe überspannt ist. Das Seitenschiff ist durch zwei Säulen mit Würfelkapitellen vom Hauptschiff getrennt. Das Hauptschiff ist mit einer hölzernen Rundtonne bedeckt, das Seitenschiff mit einer hölzernen Flachdecke versehen.
Der Boden des Innenraums ist mit Travertinplatten belegt. Der hell verputzte Raum ist wegen der relativ kleinen Rundbogenfenster und der Verglasung der Portale in starker grüner Farbgebung auf elektrische Beleuchtung angewiesen.

## Ausstattung
Der Altar steht durch drei Stufen zurückgesetzt im Chor. Er ist aus Westerwälder Trachyt von Sepp Hürten gestaltet, der 1971 auch das Altarkreuz, 1975 den Ambo aus Westerwälder Trachyt und Sedilien, 1984 die Tabernakelstele und 1992 den Kreuzweg schuf. Das Altarkreuz aus Bronze mit goldenem Korpus ist mit Edelsteinornamenten an den Kreuzenden besetzt. Die Tabernakelstele an der Stirnwand des Seitenschiffs umfasst einen älteren Tabernakel aus vergoldetem Blech von Jakob Riffeler.
Der Taufstein mit schwarzer Marmorstele und halbkugelförmigem Becken aus rotem geädertem Marmor gehört zur ursprünglichen Ausstattung.
An den Chorwänden sind seit 1999 die Figuren der vier Evangelisten angebracht.
Die Fenster im Hauptschiff zeigen verschiedene stilisierte Heilige, die Chorfenster Szenen aus dem Leben Jesu.
Die Orgel aus dem Jahr 1956 lieferte die Orgelwerkstatt Weimbs.

## Glocken
Die Kirche besitzt drei Glocken. Die älteste ist die St.-Anna-Glocke von 1926, die den Kirchenbrand von 1942 überstanden hat, die übrigen, die Christus-Rex-Glocke und die Marien-Glocke wurden 1956 wie auch die St.-Anna-Glocke in der Glockengießerei Edelbrock in Gescher gegossen.
Die Schlagtöne sind: 1956 Christus Rex – Glocke: g’-2,1956 Marien – Glocke: b’-2, 1926 Anna – Glocke: c’’-2. Das Motiv des Geläutes ist dem „Te Deum“ nachempfunden.